# Mohammad Sanad
Mohammad Sanad, född 16 januari 1991, är en egyptisk handbollsspelare som spelar för USAM Nîmes Gard och det egyptiska landslaget. Han är vänsterhänt och spelar som högersexa.

## Karriär
Med landslaget har han deltagit i bland annat OS 2016 & 2020, och VM 2017, 2019 & 2021. Han har även varit med och tagit guld i Afrikanska mästerskapet 2016 och 2020, och silver 2018.
Med klubblaget Zamalek vann han afrikanska Champions League 2011.